# Андреевский автодорожный мост
Андреевский автодорожный мост — мост Третьего транспортного кольца через Москву-реку в Москве, соединяющий район площади Гагарина c Лужниками. На ряде карт называется Новоандреевским автодорожным мостом. Построен в 1999—2000 по проекту Е. Г. Гапонцева (ОАО «Гипротрансмост») на месте старого Андреевского железнодорожного моста; тогда же железнодорожное движение было перенесено на новый Андреевский железнодорожный мост, расположенный ниже по течению, а арка старого Андреевского моста — использована при постройке Пушкинского пешеходного моста.
Новый мост имеет 7 балочных береговых пролётов и главный, стальной, арочный пролёт длиной 135 м — такой же, как и старый Андреевский мост. Стрела подъёма арки — 14.85 м, почти такая же, как у старого моста. В поперечном сечении, автодорожный мост состоит из двух самостоятельных пролётных строений; первым было построено то, что выше по течению (внутренняя сторона ТТК)[уточнить]. Общая ширина моста — 38.5 м (пешеходный тротуар шириной 3 м предусмотрен только с северной, верховой стороны). Особенность моста — видимый глазу уклон в 3% в сторону Лужников.
Опоры старого Андреевского моста, находившиеся в 1999 году в хорошем состоянии, были полностью демонтированы. На их месте русловые опоры автодорожного моста — на буронабивных столбах диаметром полтора метра и глубиной до 40 м, достигающих скального известнякового основания. Береговые опоры — на буронабивных столбах глубиной до 32 м.